# Heterotentaculidae
Heterotentaculidae is een familie van neteldieren uit de klasse van de Hydrozoa (hydroïdpoliepen).

## Geslacht
- Heterotentacula Schuchert, 2010